# 舟瓣芹属
舟瓣芹属（学名：Sinolimprichtia）是伞形科下的一个属，为高山植物。该属共有舟瓣芹（S. alpina）一种和裂苞舟瓣芹（S. alpina var. dissecta）一变种，分布于中国西南地区。